# Medal of Honor: Warfighter

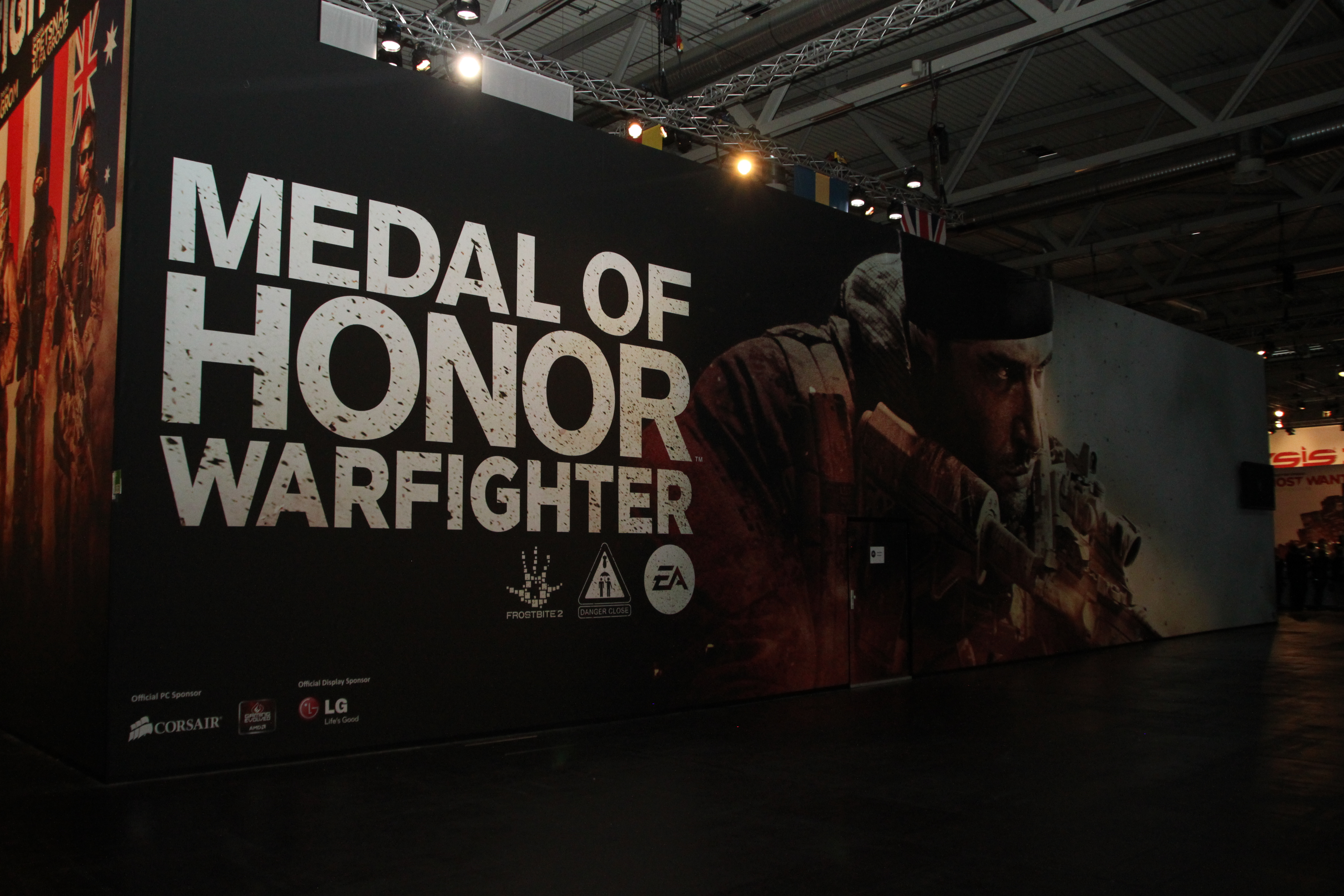
Medal of Honor: Warfighter fue presentado en Gamescom 2012 en Colonia, Alemania

Medal of Honor: Warfighter es un videojuego de disparos en primera persona, desarrollado por Danger Close y distribuido por Electronic Arts. Es la secuela directa de Medal of Honor (2010) y es el decimocuarto juego perteneciente a la saga bélica Medal of Honor. Fue anunciado su desarrollo en febrero de 2012 y confirmado su lanzamiento para octubre de ese mismo año. Es el anteúltimo juego de la saga ya que en 2019 se ha dado a conocer que la saga resucitaría con una nueva entrega de realidad virtual.

## Novedades
A diferencia del anterior Medal of Honor, en este no estará presente el equipo de DICE, encargándose totalmente de su desarrollo la compañía Danger Close que había estado presente en el desarrollo del anterior Medal of Honor. El juego utilizará el motor Frostbite 2 (ya visto en el Battlefield 3). También incluirá una invitación para la beta exclusiva de Battlefield 4.

## Sinopsis
El juego continúa con los hechos de Medal of Honor (2010). Algunas de los sucesos del videojuego están basados en hechos reales. Todo transcurre antes y después de un atentado suicida en Madrid, España
- Desenlace Involuntario. En esta misión, el jugador controla a Preacher. La trama comienza ocho semanas antes del atentando en Madrid con "Preacher" y "Mother" en Karachi, Pakistán. Su objetivo es localizar y destruir un vehículo objetivo en un puerto de la ciudad. Al colocar la bomba y detonarla, esto hace una reacción en cadena destruyendo todo lo que hay cerca del puerto. Por lo tanto, Mother y Preacher deben huir del lugar, acabando con todos los enemigos que se cruzan en su camino. En medio del caos y el desastre un helicóptero los intercepta, pero lo destruyen y logran escapar en una lancha. En el presente, aparece Preacher en su departamento, hablando con su esposa Lena por teléfono pero terminan discutiendo. Ocho semanas antes, Dusty contacta con Mother para saber que pasó en Karachi. Mother le explica lo ocurrido y Dusty le menciona que han llamado la atención de alguien por lo que sucedió. Dusty le pide a Mother que se quede en el puerto y averigüe un poco más sobre los enemigos de la OGA que estuvieron en el lugar. Dusty le menciona que tenía a un agente infiltrado en esa unidad llamado "Argyrus" pero saben nada de él desde que perdieron el contacto.
- Con los Ojos en el Mal. En esta misión, el jugador controla a "Argyrus" en alguna base de la OGA en Yemen. Argyrus habla con un hombre que le explica que para formar parte de su grupo debe realizar unas serie de pruebas para poder lograrlo. Después de completar el entrenamiento, el instructor le dice que él es necesario para su causa. En la siguiente escena, Dusty sigue en contacto con Mother. Él le explica que las detonaciones que ocurrieron en Karachi demuestran la existencia de material explosivo en los contenedores del puerto. Con su investigación, llega a la conclusión de que los explosivos provienen de Dubái. Luego, un marine llamado "Stump" aparece en un avión militar con sus compañeros de escuadra. Al abrir la compuerta del mismo, lanzan una lancha al vació y realizan un salto Halo.
- De Permiso. En esta misión, el jugador controla a Stump (miembro del FC Mako) cerca de Mogadiscio, Somalia (una semana antes del atentado en Madrid). Al llegar en lancha, Stump, Voodo y el resto del equipo llegan a una pequeña playa y sus alrededores que están totalmente destruidos. Al ir avanzando, un francotirador empieza a dispararles y empieza un enfrentamiento en el lugar. En el intenso combate, Stump y Voodo destruyen un edificio lleno de enemigos con un misil teledirigido por módulo láser. Al hacerlo, se forman varios escombros. Para asegurarse de haber acabado con todos los enemigos, deciden enviar un vehículo robot armado para eliminar a los enemigos sobrevivientes pero es destruido. Stump avanza por los escombros, pero encuentra a más enemigos en los alrededores. El escuadrón recibe nuevas órdenes de despejar los tejados de los edificios para ayudar a los otros escuadrones. Al llegar a lo alto de un edificio, Stump y Voodo empiezan a despejar los tejados. Al hacerlo, los helicópteros llegan y se encargan de los enemigos restantes. En un flashfoward, Preacher habla nuevamente con Lena para intentar arreglar su matrimonio y la relación con su hija. Pero ella duda de sus palabras y empieza a atacarlo con expresiones hirientes. Aun así, quedan de acuerdo para verse en Madrid. Al día siguiente cuando llega a la estación, el tren se detiene y reconoce a alguien que ve en el vagón. Inmediatamente, Preacher intenta detenerlo pero el tren explota y cae inconsciente.
- Persecución En esta misión, el jugador controla a Preacher (ocho semanas antes) en Karachi, Pakistán. Preacher se encuentra en una zona de embarque observando el perímetro. Su objetivo es interceptar una entrega de material explosivo y llevarse al enemigo a un lugar seguro para conseguir información. Un hombre llega a la zona pero recibe un disparo en la cabeza. Dusty localiza al tirador con el satélite espía y Preacher lo persigue con su vehículo. Durante la persecución, Preacher choca contra la camioneta del fugitivo, toma el móvil y se retira del lugar. En el presente, Preacher despierta en una habitación. Mother le explica que se encuentra en el hospital y que su esposa e hija se encuentran bien. Ellas entran a la habitación y le saludan.
- Cambiar las Tornas. En esta misión, el jugador controla nuevamente a Preacher (cuatro semanas antes) en Isabela (Basilán), Filipinas. En medio de un huracán, el objetivo de Preacher y Mother será localizar y rescatar a un grupo de rehenes. Después de recorrer las calles inundadas y combatir contra el enemigo, se colocan en un tejado con vista al hotel Isabela. Preacher y Mother se colocan en posición y ven a los rehenes junto con sus captores. Desde otro edificio, Voodo identifica al líder del grupo llamado Marwan al-Khalifa (el hombre que se detona en el tren de Madrid). Durante la vigilancia, llega a la habitación del hotel un hombre misterioso que sostiene una discusión con Khalifa. Mother le pide al general Barrera (aliado) que espera hasta identificar al otro sujeto, pero él se niega y da la orden de disparar. El disparo hiere a Khalifa y el hombre misterioso huye del lugar junto con los rehenes. Preacher y Mother deciden entrar al hotel. En el presente, Mother y Preacher conversan en el hospital. Preacher le dice que Khalifa se convirtió en un mártir cuando se detonó en el tren. Mother le explica que lo que sucedió en Basilán hace cuatro semanas y las bombas en el tren están relacionados con el P.E.T.N. Su investigación logra identificar al hombre misterioso que encontraron en el hotel Isabela como Sad al Din (alias Ibrahim al-Nadji). Aun así, Preacher le dice que no volverá a Mako. La esposa de Preacher entra y Mother se retira de la habitación. Lena siente curiosidad por la conversación de Mother y Preacher. Él le dice que no le interesa el asunto.
- Contra la Corriente. En esta misión, Preacher continua su misión en Isabela (Basilán), Filipinas. Después de que Sad al Din escapara, la unidad Mako se dirige al Hotel Isabela. Antes de llegar buscan apoyo aéreo para despejar el área de los enemigos. Preacher marca los objetivos con el módulo láser y Stump llega en el helicóptero a despejar el área. En ese momento, el jugador controla a Stump equipado con una torreta en el helicóptero. Una vez que elimina a los objetivos, el jugador nuevamente controla a Preacher.

## Personajes
Durante el desarrollo de la historia se puede ver la aparición de antiguos y nuevos personajes. 

### Personajes principales
- Tom Preacher. Es el protagonista principal y personaje jugable de la historia.
- Mother. Es uno de los protagonistas principales. Es el líder de la unidad Task Force Mako y Task Force Blackbird.
- Voodo. Es otro de los protagonistas principales. Forma parte del equipo Task Force Mako junto con Preacher y Mother.
- Stump. Es uno de los protagonista del juego. Después de la muerte de Rabbit en Medal of Honor, Stump ocupa su lugar en el equipo de Mother.

### Personajes secundarios
- Dingo. Forma parte de la unidad Task Force Mako.
- Tick. Es miembro de la unidad Task Force Mako.
- Ajab. Es miembro de la unidad Task Force Blackbird.
- Sus . Es el que ayuda a Preacher, Mother Y Voodo

## Multijugador
En el modo multijugador habrá un elenco de fuerzas especiales de Nivel 1 de 10 distintos países.
| País           | Fuerza de Nivel 1           |
| -------------- | --------------------------- |
| Australia      | SASR                        |
| Canadá         | JTF2                        |
| Alemania       | KSK                         |
| Noruega        | FSK/HJK                     |
| Polonia        | GROM                        |
| Rusia          | Gruppa Alfa                 |
| Corea del Sur  | UDT/SEAL's                  |
| Suecia         | SOG                         |
| Reino Unido    | SAS                         |
| Estados Unidos | SEALs, SFOD-D, CIA y el SOG |

## Recepción
Medal of Honor: Warfighter tuvo comentarios mixtos y negativos debido a los fallos técnicos del modo campaña y multijugador. También recibió comentarios negativos en cuanto a la jugabilidad y la historia. Por otra parte, el juego recibió comentarios positivos referente al motor gráfico Frostbite 2. El juego obtuvo puntuaciones por debajo de 60% en Metacritic y GameRankings.
3D Juegos le dio una valoración 7.0 agregando que "Danger Close repite prácticamente todos los errores de la anterior entrega de 2010, y acaba condenando al nuevo episodio de Medal of Honor a ser un Videojuego de disparos en primera persona bélico meramente correcto. Resultado poco memorable para un juego de acción en primera persona del que, otra vez, esperábamos mucho más." GameSpot le dio un puntuación de 6/10 señalando el "déficit de tensión en la jugabilidad, mal desarrollo de la historia y problemas técnicos que hacen que algunos objetos o edificios sean invisibles". Eurogamer y Game Informer y VideoGamer.com le dieron una puntuación mediocre de 5/10.
Frank Gibeau, presidente EA Labels mencionó estar "decepcionado por los comentarios negativos y el desempeño que tuvo el videojuego". Llegó a decir que el equipo de desarrollo no estaba contento por la forma en que se ha recibido Warfighter. Michael Patcher señaló que el fracaso del título podría tener serias repercusiones financieras para EA y cancelar el desarrollo total de la franquicia.

### Controversia
Electronic Arts y Danger Close Games contactó con un grupo de SEALs para que trabajaran como consultores en el desarrollo del videojuego. Siete de ellos fueron acusados por revelar información clasificada sin autorización. Debido a ello, la marina redujo el 50% de su sueldo durante dos meses por violar la normativa o acuerdo de no revelar información confidencial.